# Muscolo tibiale posteriore
Nell'anatomia umana il muscolo tibiale posteriore è un muscolo posteriore della gamba.

## Anatomia
Origina dalla superficie della tibia al di sotto del muscolo soleo e della membrana interossea, e dalla faccia mediale del perone.
Il suo tendine entra nel piede passando tra il malleolo mediale e il calcagno, passando nel retinacolo dei muscoli flessori.
Si inserisce con due capi, il capo superficiale sulla tuberosità dell'osso navicolare, il capo profondo sul primo secondo e terzo cuneiforme. È innervato dal nervo tibiale.

## Azione
Agisce flettendo plantarmente (estendendo) il piede e partecipa ai movimenti di adduzione (supinazione) e rotazione interna del piede. Con il piede fissato al suolo avvicina la gamba al calcagno. Estende (flette plantarmente), adduce (supina) e partecipa ai movimenti di rotazione interna del piede.

## Disfunzione
Un'insufficienza di questo muscolo (data per esempio da una paralisi del nervo) può causare l'appiattimento dell'arcata plantare, causando il piede piatto. 
In caso di retrazione invece, riscontrabili spesso in bambini affetti da paralisi cerebrale infantile, il tibiale posteriore concorrerà alla formazione di un piede cavo.